# Space Cowboy
Pour les articles homonymes, voir Space cowboy.
 (septembre 2023).
Si vous disposez d'ouvrages ou d'articles de référence ou si vous connaissez des sites web de qualité traitant du thème abordé ici, merci de compléter l'article en donnant les références utiles à sa vérifiabilité et en les liant à la section « Notes et références ».
Space Cowboy, de son vrai nom Nicolas Jean-Pierre Dresti (né le 5 mars 1975 à Nogent-sur-Seine, dans l'Aube), est un producteur français de musique électronique.

## Biographie

### Origine du pseudonyme
Le nom de « Space Cowboy » est trouvé lorsque Nick se trouvait en studio d'enregistrement dans le sud de l'Angleterre. Space Cowboy serait une référence à l'anime Cowboy Bebop, connu pour ses personnages, des chasseurs de primes surnommés des « Cowboys » et qui parcourent le système solaire.

### Carrière
En 2002, Space Cowboy publie un single au Royaume-Uni intitulé I Would Die 4 U, qui atteint alors le haut du classement des titres diffusés en boîtes de nuit, et aurait dû être classé 10e du classement des ventes si son label discographique n'avait pas commis une erreur sur le format CD qui le rend inéligible dans les charts.
Il travaille avec et remixe des titres d'artistes tels que The Darkness, Paul McCartney, et son remix de la chanson Glamorous de Fergie se classe 2e du classement américain des diffusions de titres dance en mai 2007. 
Son premier album, Across the Sky sort via le label de Fatboy Slim, Southern Fried Records. Au Japon, il est publié par Sony Music Japan, et est là-bas la troisième plus grosse vente de musique électronique de l'année 2004.
En 2005, son deuxième album Big City Nights sort par le biais de son propre label indépendant qu'il cocrée, Tiger Trax, et Sony Music Japan, qui s'implique plus encore que pour le premier album.
Space Cowboy sort en 2007 un troisième album, Digital Rock. Le premier single, My Egyptian Lover, comprend la participation de la jeune rappeuse Nadia Oh et est diffusée sur des radios grand public telles BBC Radio 1, Kiss FM, Galaxy FM, et est accompagné d'un clip réalisé par James Sutton, relativement diffusé sur les chaînes musicales comme MTV. My Egyptian Lover est publié au Royaume-Uni le 15 janvier 2007 et se classe 45e.
Space Cowboy signe sur le label américain Interscope au milieu de l'année 2007.
Au début de l'année 2008, Space Cowboy sort un nouveau single intitulé Something 4 the Weekend, toujours avec la participation vocale de Nadia Oh. Le titre est un réel succès dans les clubs au Royaume-Uni, mais n'est pas publié physiquement ni en téléchargement. Vers la fin de 2008, il travaille avec Lady Gaga sur les chansons Starstruck et Christmas Tree. Il remixe aussi plusieurs hits de Lady Gaga tels que LoveGame, Just Dance et Poker Face, qui se hisse au top 10 du palmarès Dance de iTunes.
Début 2009, il collabore également un moment avec les musiciens allemands de Cinema Bizarre, rencontrés pendant leur tournée américaine avec Lady Gaga, sur le titre I Came 2 Party, premier single de leur album ToyZ.

## Discographie

### Albums studio
- 2004 : Across the Sky
- 2005 : Big City Nights
- 2007 : Digital Rock
- 2009 : Digital Rock Star

### Singles
- 2002 : I Would Die 4 U
- 2004 : Crazy Talk
- 2005 : Across the Sky
- 2006 : I Know What Girls Like
- 2007 : Running Away
- 2007 : My Egyptian Lover (feat. Nadia Oh) / Hot Like Wow (feat. Nadia Oh)
- 2007 : Talking In Your Sleep
- 2008 : Something 4 the Weekend (feat. Nadia Oh)
- 2009 : Falling Down (feat. Paradiso Girl)
- 2009 : I Came 2 Party  (feat. Cinema Bizarre)

## Distinctions

### Grammy Awards
Space Cowboy est nommé pour un Grammy en 2010 pour son apparition sur l'album de Lady Gaga The Fame.
| 2010 | The Fame (en tant que musicien et producteur) | Album de l'année | Nomination |
| 2011 | The Fame Monster (en tant que producteur)     | Album de l'année | Nomination |